# المرأة المسلسلة IX
المرأة المسلسة IX (المرأة المسلسة 9) هي مجرة قزمة كروية تبعد عن الأرض 2.50 مليون سنة ضوئية (766 ± 25 kpc) تقريبا في كوكبة المرأة المسلسلة. وهي جزء من المجموعة المحلية وهي مجرة تابعة لمجرة المرأة المسلسلة .تم اكتشافها في عام 2004 من خلال بيانات القياس الضوئي الضوئي لمسح سلووان الرقمي للسماء (SDSS),، من قبل زوكر وآخرون. (2004).

## وصلات خارجية
- SEDS webpage for Andromeda IX